# 2166 Handahl
2166 Handahl (1936 QB) là một tiểu hành tinh vành đai chính được phát hiện ngày 13 tháng 8 năm 1936 bởi G. Neujmin ở Simeis.